# Kandoomoonufushi
Kandoomoonufushi est une petite île inhabitée des Maldives. 

## Géographie
Kandoomoonufushi est située dans le centre des Maldives, au Nord de l'atoll Nilandhe Nord, dans la subdivision de Faafu.